# 智城控股
智城控股有限公司，簡稱智城控股（英語：Zhi Cheng Holdings Limited，港交所：8130），在2009年10月16日，由采藝多媒體控股有限公司更名而來，而前身為「杏林醫療信息科技有限公司」。
現時主要業務除了在中國內地經營醫療資訊系統外，還有顧問服務、物業投資、廣告製作等，而總部位於香港銅鑼灣勿地臣街1號時代廣場第一座20樓2012室。主席及總裁為連偉雄（和連偉健沒有關係）。

## 連結
- Zhicheng-Holdings.com[永久]